# Амекур
Амекур (фр. Amécourt) насеље је и општина у северној Француској у региону Горња Нормандија, у департману Ер која припада префектури Andelys.
По подацима из 2011. године у општини је живело 178 становника, а густина насељености је износила 29,62 становника/km². Општина се простире на површини од 6,01 km². Налази се на средњој надморској висини од 78 метара (максималној 166 m, а минималној 67 m).

## Демографија
| 1962. | 1968. | 1975. | 1982. | 1990. | 1999. | 2011. |
| ----- | ----- | ----- | ----- | ----- | ----- | ----- |
| 73    | 105   | 87    | 111   | 106   | 145   | 178   |

График промене броја становника у току последњих година